# Антология русского палиндрома, комбинаторной и рукописной поэзии
«Антология русского палиндрома, комбинаторной и рукописной поэзии» — первая в России антология текстов на основе формальных ограничений, существенная часть которых сводится к комбинаторным приёмам (к перестановке букв, отсечению букв в строке, чтению с конца, другой расстановке пробелов и т. д.).
Антологию составили Герман Лукомников и Сергей Федин. В качестве консультанта выступил Дмитрий Авалиани.
Книга вышла в «палиндромном» 2002-м году палиндромным же тиражом 2002 экземпляра в издательстве «Гелиос АРВ». Презентация книги состоялась в день числового равноденствия, а именно 20.02.2002. Презентация проходила в Москве в кафе «Проект ОГИ» близ Лубянки. Её открытие состоялось ровно в 20 часов 02 минуты. Открывал вечер известный поэт, педагог и общественный деятель Евгений Бунимович. Среди выступавших на презентации стоит отметить поэта Андрея Вознесенского, назвавшего Антологию «банком спермы новой поэзии».
Число страниц книги — также палиндром (272).

## Особенности
1. Названия большинства глав книги не только описывают формальные ограничения, которые в них представлены, но и сами являются примерами этих ограничений.
2. В слове «Содержание» содержится намеренная «опечатка», поэтому в результате получилось «Содерзание», то есть «совместное дерзание».
3. Каждая глава книги открывается гравюрой Маурица Эшера — мастера «наоборотного» зрения.